# Argentina Maru (Schiff, 1958)
Die Argentina Maru (あるぜんちな丸) war ein 1958 in Dienst gestelltes Kombischiff der japanischen Reederei Osaka Shosen. Es stand bis 1972 im Liniendienst nach Südamerika, ehe es als Kreuzfahrtschiff unter dem Namen Nippon Maru eingesetzt wurde. 1976 ging das Schiff zum Abbruch nach Kaohsiung.

## Geschichte
Die Argentina Maru wurde am 11. Oktober 1957 unter der Baunummer 898 in der Werft von Mitsubishi Heavy Industries in Kōbe auf Kiel gelegt und lief am 8. Februar 1958 vom Stapel. Nach der Ablieferung an die Reederei Osaka Shosen nahm sie am 2. Juni 1958 den Liniendienst von Japan nach Buenos Aires auf. Sie war eine modernisierte und leicht vergrößerte Version der bereits 1954 in Dienst gestellten, ebenfalls auf der Südamerika-Route eingesetzten Brazil Maru. Äußerlich ähnelte das Schiff seiner Namensvorgängerin, der im Krieg versenkten Argentina Maru von 1939.
Nach der Fusion der Reederei Osaka Shosen mit der Mitsui Line fuhr die Argentina Maru seit Dezember 1963 für die hieraus entstandene Mitsui O.S.K. Lines. Zwei Jahre später wurde sie modernisiert und beförderte fortan ihre Passagiere anstatt in der Ersten, Zweiten und Dritten Klasse eingeteilt fortan in der Kabinen- oder Touristenklasse. Im August 1965 nahm sie wieder den Dienst auf und lief nun neben Südamerika auch die nordamerikanische Westküste an. Zielhäfen waren hierbei Los Angeles und San Francisco.
In den darauffolgenden Jahren erwies sich der Liniendienst als immer unrentabler. Im Februar 1972 wurde das Schiff daher für Kreuzfahrten umgerüstet und in Nippon Maru umbenannt. Nach vier weiteren Dienstjahren erfolgte die Ausmusterung der erst 18 Jahre alten Nippon Maru, die am 20. Dezember 1976 zum Abbruch im taiwanesischen Kaohsiung eintraf. Im Jahr darauf wurde eine neue Nippon Maru in Dienst gestellt.